# Footwork Arrows
Footwork je ustvari Arrows, bivša momčad Formule 1.
Japanski poduzetnik Wataru Ohashi, koji je bio predsjednik japanske logističke tvrtke Footwork Express Ltd., počeo je intenzivno investirati 1990. u Arrows. Te godine Arrows je imao Footworkov logo na svojim bolidima, a 1991. momčad je i službeno preimenovana u ime Footwork.
Prva sezona je bila katastrofalna i najgora sezona u Footworkovoj, ali i Arrowsovoj povijesti. Također bila je to jedina sezona u kojoj ni Footowork ni Arrows nisu uspjeli osvojiti niti bod. Arrowsova šasija A11C i kasnije Footworkove FA12 i FA12B bile su solidne. Problem je bio u Porscheovom V12 motoru. Snaga od 650KS pri 12 000 okretaja nije bila loša, no 55 kg viška u odnosu na Ford Cosworthov motor bio je ogroman problem. Također, motor je trošio više ulja nego goriva i često bi se događalo da bi sve ulje bilo potrošeno, te bi motor jednostavno eksplodirao prije nego što je odvozio jedan krug. Vozačku postavu činili su Arrowsov vozači iz 1990., Talijani Alex Caffi i Michele Alboreto. Momčad je nakon samo šest utrka promijenila dobavljača motora, te se situacija malo poboljšala, ali nedovoljno za osvajanje bodova.
Momčad 1992. dogovara suradnju s Mugen-Hondom, koja dovodi svog vozača Agurija Suzukija. Iako Suzuki ne uspjeva osvojiti bodove, Alboreto uspjeva četiri utrke završiti u bodovima, a čak je šest puta završavao na 7. mjestu. Sljedeće 1993., u momčad dolazi Derek Warwick, te osvaja 4 boda. Na kraju sezona, Ohashi je povukao svoje sponzorstvo, a Footwork je, kao posljedica toga, raskinuo ugovor s Hondom.
Novi bolid FA15, dizajniran od strane Alana Jenkinsa za 1994., bio je vjerojatno najbolji bolid u Footworkovoj povijesti. Momčad je također prešla s Hondinih na Fordove V8 motore. Novi vozači, Brazilac Christian Fittipaldi i Talijan Gianni Morbidelli, osvojili su ukupno 9 bodova, a Fittipaldi je mogao i osvojiti prvi podij na VN Monaka, ali je njegov mjenjač otkazao prije kraja utrke.
Sljedeće 1995., momčad prelazi na Hartove motore i dovodi novog vozača uz Morbidellija, Japanca Takija Inouea. Na VN Australije, Morbidelli 3. mjestom, osvaja jedini podij za Footwork. Za 1996., momčad je dovela Josa Verstappena i Ricarda Rosseta, a Verstappen osvaja posljednji bod za Footwork na VN Argentine. Već te sezone Tom Walkinshaw je imao 40% dionica momčadi, zajedno s Peterom Darnbroughom koji je imao 11%, te Oliverom s 49%, a momčad je preimonavana u TWR Arrows.

## Rezultati
| Godina | Puni naziv momčadi                | Šasija          | Motor                                         | Gume | Vozači                                       | Kostruktorski poredak |
| ------ | --------------------------------- | --------------- | --------------------------------------------- | ---- | -------------------------------------------- | --------------------- |
| 1996.  | Footwork Hart                     | FA16            | Hart 830 3.0 V8                               | G    | Jos Verstappen Ricardo Rosset                | 9. mjesto (1 bod)     |
| 1995.  | Footwork Hart                     | FA15            | Hart 830 3.0 V8                               | G    | Gianni Morbidelli Max Papis Taki Inoue       | 8. mjesto (5 bodova)  |
| 1994.  | Footwork Ford                     | FA14            | Ford HBE7/8 3.5 V8                            | G    | Christian Fittipaldi Gianni Morbidelli       | 9. mjesto (9 bodova)  |
| 1993.  | Footwork Mugen Honda              | FA13B FA14      | Mugen-Honda MF-351 HB 3.5 V10                 | G    | Derek Warwick Aguri Suzuki                   | 9. mjesto (4 boda)    |
| 1992.  | Footwork Mugen Honda              | FA13            | Mugen-Honda MF-351H 3.5 V10                   | G    | Michele Alboreto Aguri Suzuki                | 7. mjesto (6 bodova)  |
| 1991.  | Footwork Grand Prix International | A11C FA12 FA12B | Porsche 3512 3.5 V12 Ford Cosworth DFR 3.5 V8 | G    | Michele Alboreto Alex Caffi Stefan Johansson | NC (0 bodova)         |

## Vanjske poveznice
- statsf1.com